# Kristi födelses kapell, Toljatti
Kristi födelses kapell (ryska: Часовня Рождества Христова; translitteration: Tjasovna Roshdestva Hristova) är ett ryskt-ortodoxt kapell beläget i staden Toljatti, i Samara oblast i Volgaområdets federala distrikt, i Ryssland.
Kapellet är helgat åt Jesu födelse och tillhör det rysk-ortodoxa stiftet Toljattis stift.

## Historik
Kristi födelses kapell i Toljatti uppfördes för att hedra 2000-årsjubileet av Jesu födelse och till minne av de som byggde upp Toljatti.
Den 1 mars 2000 påbörjades murningen av kapellets väggar. Det pågick i tre månader. Kapellet invigdes den 18 juni samma år.
Upphovsmannen till ritningarna var arkitekt Dmitrij Sokolov från Moskva. Huvudingenjören och designern för projektet var Sergej Radaev.

## Kapellet

### Exteriör
- Kapellet är 5,4 meter långt och samma mått på bredden.[1]
- Höjden (med korset på kupolen) är 16 meter.[1][2]
- Korset på kupolen är täckt av bladguld.[1]

### Interiör
- Golvet är täckt med marmor.[1]

## Övrigt
Ett litet stenkast bort från kapellet finns en klockstapel som invigdes den 19 december 2006.